# Des oiseaux, petits et gros
Pour plus de détails, voir Fiche technique et Distribution.

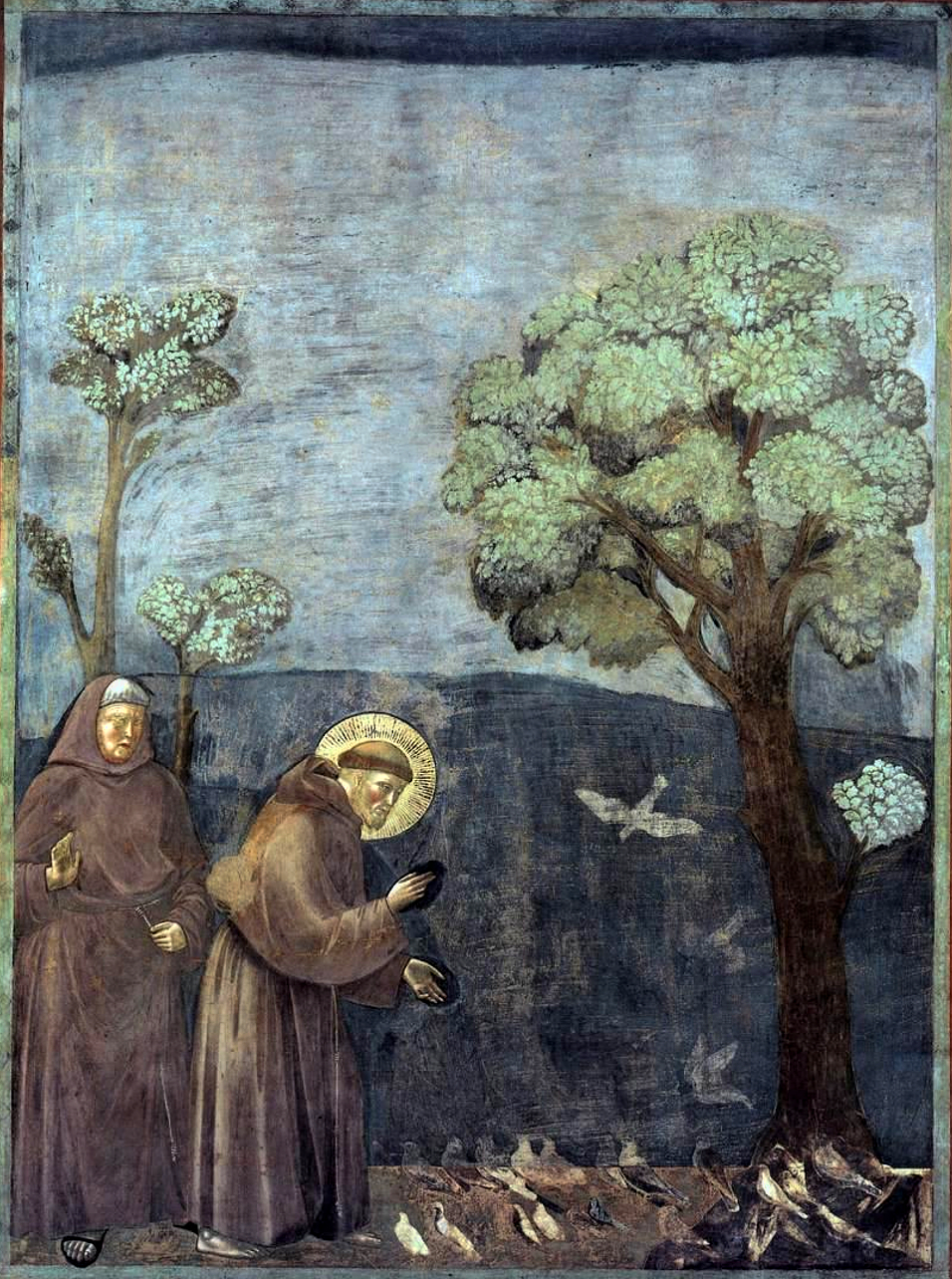
François d'Assise prêchant aux oiseaux (d'après les Fioretti) par Giotto

Des oiseaux, petits et gros (titre original : Uccellacci e uccellini) est un film italien réalisé par Pier Paolo Pasolini, sorti en 1966.

## Synopsis
Innocenti Totò (Totò) et son fils Innocenti Ninetto (Ninetto Davoli) errent dans la périphérie et les campagnes qui entourent Rome. Faisant chemin, ils rencontrent un corbeau. Le film précise dans un sous-titre : « Pour qui aurait des doutes ou aurait été distrait, nous rappelons que le corbeau est un intellectuel de gauche, disons ainsi, d'avant la mort de Palmiro Togliatti. »
Le corbeau leur raconte l'histoire de frère Ciccillo et de frère Ninetto (eux aussi interprétés par Totò et Ninetto Davoli), deux moines franciscains à qui Saint François d'Assise ordonne d'évangéliser les faucons (les puissants) et les passereaux (les humbles). Si les deux moines réussissent à évangéliser les deux « classes » d'oiseaux, ils échouent à mettre fin à leur rivalité, les faucons continuant à tuer les passereaux : Saint François leur explique la guerre dans une perspective marxiste et les invite à reprendre leur évangélisation.
La parenthèse du récit du corbeau étant refermée, le voyage de Totò et Ninetto continue. Le corbeau les suit en continuant à pérorer. Les personnages rencontrent successivement des propriétaires terriens dans le champ desquels ils se soulagent et qui les chassent à coup de fusil, une famille vivant dans la misère et à qui Totò ordonne de le payer ou de quitter la maison, un groupe d'acteurs itinérants à bord d'une Cadillac, un congrès de « dentistes dantesques », un propriétaire à qui, cette fois, c'est au tour de Totò de devoir de l'argent. Enfin, ils se retrouvent aux funérailles du dirigeant communiste Togliatti et finalement rencontrent une prostituée.
À la fin du film, les deux, fatigués du bavardage du corbeau, le tuent et le mangent.

## Fiche technique
- Titre français : Des oiseaux, petits et gros[1] ou Les Oiseaux, petits et grands
- Titre original : Uccellacci e uccellini[2]
- Réalisation : Pier Paolo Pasolini
- Assistant-réalisateur : Vincenzo Cerami
- Scénario : Pier Paolo Pasolini
- Photographie : Mario Bernardo et Tonino Delli Colli
- Montage : Nino Baragli
- Musique : Ennio Morricone
- Direction artistique : Luigi Scaccianoce (it)
- Décors : Luigi Scaccianoce (it), Dante Ferretti
- Costumes : Luigi Scaccianoce (it)
- Producteurn : Alfredo Bini
- Société de production : Arco Film (it)[2]
- Pays d'origine :  Italie
- Langue originale : italien
- Format : Noir et blanc - 35 mm - 1,85:1 - Son mono
- Genre : Comédie dramatique, film satirique
- Durée : 89 minutes (1 h 29)
- Dates de sortie : 
  - Italie : 4 mai 1966 (Milan) ; 11 mai 1966 (Rome) ; 20 mai 1966 (Turin)
  - France : 13 mai 1966 (Festival de Cannes 1966) ; 21 janvier 1970 (sortie nationale)[1]

## Distribution
- Totò : Innocenti Totò / frère Cicillo
- Ninetto Davoli : Innocenti Ninetto / frère Ninetto
- Femi Benussi : Luna
- Umberto Bevilacqua : Incensurato
- Renato Capogna : grossier médiéval
- Alfredo Leggi
- Renato Montalbano
- Flaminia Siciliano
- Giovanni Tarallo : paysan affamé
- Vittorio Vittori : Ciro Lococo
- Gabriele Baldini : dentiste de Dante
- Lina D'Amico :
- Pietro Davoli : autre grossier
- Rossana Di Rocco : copine de Ninetto
- Cesare Gelli :
- Vittorio La Paglia :
- Francesco Leonetti : corbeau (voix)
- Domenico Modugno : le chanteur de ballades (voix)
- Rosina Moroni : paysan
- Mario Pennisi :
- Ricardo Redi : ingénieur
- Fides Stagni :

## Production

Totò, Alfredo Bini et le corbeau, pendant le tournage.

Le tournage a eu lieu à Assise, en Toscane, à Rome et à l'aéroport de Rome Fiumicino,.
Pasolini affirme avoir choisi Totò comme protagoniste du film, alors même qu'il ne le connaissait pas personnellement, car il estimait que son masque représentait de manière exemplaire les deux caractères typiques des personnages de contes de fées : l'extravagance et l'humanité. Ce jugement s'est confirmé par la suite, lorsque les deux hommes ont commencé à travailler ensemble.
Le réalisateur a mis en scène dans le même film des acteurs choisis dans la rue et sans expérience de jeu et des monstres sacrés du cinéma comme Totò, dans la conviction que certains personnages nécessitaient des interprétations radicales : la brutalité ou la légèreté naturelle de l'amateur et le cadre et l'expérience de l'acteur professionnel.
Totò a défini Pasolini comme un homme intelligent et imaginatif, avec une méthode de mise en scène différente de celle à laquelle le comédien était habitué. Totò, grand improvisateur sur le plateau et habitué à avoir toujours carte blanche, a été au contraire contraint dans ce film à respecter ponctuellement les lignes du scénario et les instructions du réalisateur.
Comme il l'a raconté des années plus tard, Oreste Lionello a raconté que Pasolini avait refusé l'aide de Carlo Croccolo, qui doublait habituellement le désormais aveugle Totò dans les scènes extérieures de ses films, et qu'il avait plutôt fait appel à Lionello pour doubler l'ensemble du film : Totò écoutait alors la piste de Lionello en se doublant lui-même.
La production a été obligée de changer plusieurs fois de corbeau, car à chaque fois l'animal essayait d'arracher les yeux de Totò. On a donc imaginé un système dans lequel la cage du corbeau était placée derrière la caméra, et chaque fois qu'elle tournait, le corbeau la poursuivait.

### Générique d'ouverture
L'idée de faire chanter le générique du film était insolite. En effet, du titre du film aux noms des acteurs, du réalisateur, du monteur, de l'architecte, du photographe, etc., tous les noms sont annoncés en chanson par Domenico Modugno, donnant aux titres eux-mêmes un effet évocateur.

### Bande originale
Le 7 décembre 2006, la bande originale du film est sortie sur CD, intitulée Uccellacci e uccellini, composée par Ennio Morricone et publiée par GDM Music,. Une partie de la bande originale consiste en des arrangements du duo Bei Männern, welche Liebe fühlen de La Flûte enchantée de Mozart.
| No | Titre                                                                      | Musique                                | Durée |
| -- | -------------------------------------------------------------------------- | -------------------------------------- | ----- |
|    | Uccellacci E Uccellini (Titoli Di Testa) (interprété par Domenico Modugno) | Ennio Morricone et Pier Paolo Pasolini |       |
|    | Aforismi                                                                   | Ennio Morricone                        |       |
|    | Teatrino All'Aperto 1                                                      | Ennio Morricone                        |       |
|    | Nidi Di Rondine                                                            | Ennio Morricone                        |       |
|    | Scuola Di Ballo Al Sole                                                    | Ennio Morricone                        |       |
|    | S. Francesco Parla Agli Uccelli                                            | Ennio Morricone                        |       |
|    | Il Corvo Professore                                                        | Ennio Morricone                        |       |
|    | Teatrino All'Aperto 2                                                      | Ennio Morricone                        |       |
|    | Scarpe Rotte                                                               | Ennio Morricone                        |       |
|    | Uccellacci E Uccellini - strum                                             | Ennio Morricone                        |       |
|    | Funerale                                                                   | Ennio Morricone                        |       |
|    | Uccellacci E Uccellini (Titoli Di Coda)                                    | Ennio Morricone                        |       |

## Accueil
Le film a été un succès critique, mais a connu un relatif échec commercial. Avec 606 442 spectateurs dans les salles italiennes, il est le film avec Totò ayant fait le moins d'entrées de toute sa carrière.
Pier Paolo Pasolini a déclaré à propos du film :

« Des oiseaux, petits et gros est le film que j'ai aimé et que je continue d'aimer le plus, d'abord parce que, comme je l'ai dit à sa sortie, c'est "le plus pauvre et le plus beau" et ensuite parce que c'est le seul de mes films qui n'a pas déçu les attentes. Collaborer avec lui [avec Totò] "tout droit sorti de ces films horribles qu'une intelligentsia stupide redécouvre aujourd'hui" a été très agréable : c'était un homme bon, sans agressivité, de bonne pâte. Je tiens également à rappeler qu'en plus d'être un film avec Totò, Des oiseaux, petits et gros est aussi un film avec Ninetto, un acteur de force, qui a commencé sa joyeuse carrière avec ce film. J'ai vraiment aimé les deux personnages principaux, Totò, une riche statue de cire, et Ninetto. Les difficultés n'ont pas manqué lors du tournage. Mais au milieu de tant de difficultés, j'ai eu la joie de mettre en scène Totò et Ninetto : un stradivario et un zuffoletto. Quel beau petit concert. »

— Pier Paolo Pasolini

## Récompenses et distinctions

### Sélections
- 1966 : Sélection en compétition officielle au Festival de Cannes
- 1966 : Mention spéciale au festival de Cannes pour son interprétation : Totò

### Récompenses
- 1967 : Ruban d'argent du meilleur acteur pour Totò
- 1967 : Ruban d'argent du meilleur sujet pour Pier Paolo Pasolini